# Adam Dragosavljević
Adam S. Dragosavljević (Breme, 1. ožujka 1800. - Opatovac, 28. lipnja 1862.), filolog i pedagog.
U teškim materijalnim prilikama neredovito se školovao. Srpsku osnovnu školu učio u raznim mjestima (Breme, Kišvalud /Branjina/, Medina, Kačfalu /Jagodnjak/), a mađarsku u Haršanju. Završivši osnovnu školu služio kod spahije i šegrtovao. Kako je od malena naučio crkveno pojanje, u 16. godini postao je crkveni zvonar-pojac, a godinu dana kasnije i učitelj, prvo u Bezedeku (Mađarska, 1815-16), pa u Monoštoru (Beli Manastir, 1816-1817). U jesen 1817. upisao se u učiteljsku školu u Somboru i ovu završio 1819. Kao učenik te škole iznenadio svoje profesore školskom disertacijom "O dijalektu srpskog jezika" (1818-19). Poslije završene preparandije, najviše da bi ovladao latinskim i njemačkim jezikom, položio je u Novom Sadu 2. razred, a u Vinkovcima 3. i 4. razred latinske gimnazije. Poslije je opet radio kao učitelj u Vinkovcima 1822-23, Šiklošu 1823-27, Mohaču 1827-30, Vukovaru 1830-38. i Šidu (1840). Učiteljevanje prekidao nekoliko puta pa bio općinski bilježnik u Šidu, Gibarcu i Opatovcu, tajnik Primiritelnog suda u Beogradu i upravitelj osnovnih škola u Šidu. 
Dopisni član Društva srpske slovesnosti u Beogradu od 1842., jedan od prvih pristalica Karadžićevih jezičnih reformâ, neumoran i uman prosvjetni i književni radnik, široke kulture i akcije. Radove o jeziku, narodnim pjesmama i srbuljama objavljivao u "Letopisu Matice srpske" (7, 1826; 10, 1827; 25-26, 1831; 30-31, 1832; 32-35, 1833; 95-96, 1857; 98, 1858) i Arnotovom "Magazinu" (23, 39, 1838). Prikupljao narodne pjesme i riječi (oko 3000) iz Baranje i Srijema i slao ih Vuku. Skupljao povijesne starine (srbulje, oktoihe, molitvenike, itd.). Kao učitelj u Šiklošu počeo raditi po Vukovom pravopisu i obrađivao srpsku gramatiku, za što je bio oštro osuđen od školske uprave. Godine 1825. u "Letopisu Matice srpske" objavio više članaka pod naslovom "O pismenosti srpskoj". Vatreno se zalagao za uvođenje narodnog jezika u književnost i škole i za usvajanje suvremenog pravopisa. Vukovoj pravopisnoj reformi dodao je svoje slovo I mjesto И.
U rukopisu ostavio udžbenike za osnovnu školu: "Mali bukvar srpski" (1825), "Mali katihizis" (1828) i "Računica". Nije ih uspio tiskati jer su bili pisani Vukovim pravopisom i narodnim jezikom. "Mali bukvar srpski" napisan je dvije godine prije Vukovog tiskanog "Bukvara" i bio je prvi bukvar na srpskom jeziku. Objavio je "Nemačku gramatiku" (I, 1833. u Pešti; II, 1843. u Novom Sadu; 1853. u Beogradu). 
Prepisku s Vukom, Šafarikom, kneževskim namjesnikom Jovanom Gavrilovićem, hrvatskim publicistom i ilircem Bogoslavom Šulekom, Danilom Medakovićem i dr. između 1824. i 1839. ostavio u rukopisu pod naslovom "Protokoli od različiti pismeni i književni sočinjenija i poslova". U sačuvanim Vukovim rukopisima nalazi se oko 30 Dragosavljevićevih pisama ("Vukova prepiska", V, Beograd, 1910). Njegova oda episkopu Stefanu Stankoviću druga je knjiga štampana Vukovim pravopisom (1829). Svojim vidnim učešćem u dugoj i znamenitoj borbi za srpski književni jezik i pravopis Dragosavljević je ostao izuzetna figura kulturne historije Vukovog doba.

### Prijevodi
- "Prevod Psaltira : kao prva proba na srpskom jeziku", Beč, 1833.